# Marquesado de Vessolla
El marquesado de Vessolla, también Vesolla e incluso Besolla, es un título nobiliario español, creado el 6 de septiembre de 1702, por el rey Felipe V de España, a favor de José de Elío y Ayanz de Navarra, natural de Elío, Navarra, caballerizo y merino de la reina Mariana de Austria, maestre de campo de los Tercios de Navarra, capitán de infantería del valle de Urraúl, noble de Navarra, alcalde de Pamplona y diputado del Reino por el brazo militar en 1685. Hijo de Gaspar Piñeiro de Elío y Esparza de Artieda y Vélaz de Medrano (n. Pamplona, 1614), maestre de Campo de los Tercios de Navarra y capitán de infantería del valle de Urraúl, señor de Elío, Vesolla, Eriete, Igúzquiza, de la baronía de Artieda, de Learza y de Esparza, que casó en 1640 con Antonia de Ayanz de Navarra y Berrio Garro de Beaumont, señora del mayorazgo de Berrio, montera mayor de Navarra e hija del primer conde de Guenduláin, Jerónimo de Ayanz de Navarra y Garro de Beaumont y Javier.

## Escudo de armas
Esta rama de la familia Elío siempre utilizó el escudo de armas de su propio apellido para representar el marquesado de Vessolla, ya que todos sus poseedores llevaron dicho apellido:
«En campo de oro, una cruz recrucetada y vacía, de gules».

## Marqueses de Vessolla
|                       | Titular                                    | Periodo               |
| Creación por Felipe V | Creación por Felipe V                      | Creación por Felipe V |
| --------------------- | ------------------------------------------ | --------------------- |
| I                     | José de Elío y Ayanz de Navarra            | 1702-1706             |
| II                    | Tomás Enrique de Elío y Jaureguízar        | 1706-1730             |
| III                   | Francisco Joaquín de Elío y Robles Esparza | 1730-1759             |
| IV                    | Fausto Joaquín de Elío y Alduncín          | 1759-1806             |
| V                     | Fausto María de Elío y Aguirre             | 1806-1825             |
| VI                    | Francisco Javier de Elío y Jiménez-Navarro | 1825-1863             |
| VII                   | Fausto León de Elío y Mencos               | 1863-1901             |
| VIII                  | Elio de Elío y Magallón                    | 1902-1938             |
| IX                    | Rafael de Elío y de Gaztelu                | 1950-1975             |
| X                     | Francisco Xavier de Elío y de Gaztelu      | 1979-2016             |
| XI                    | Inés de Elío y de Gaztelu                  | 2017-2020             |
| XII                   | Santiago Mendaro y Elío                    | 2020-actual titular   |

## Historia de los marqueses de Vesolla

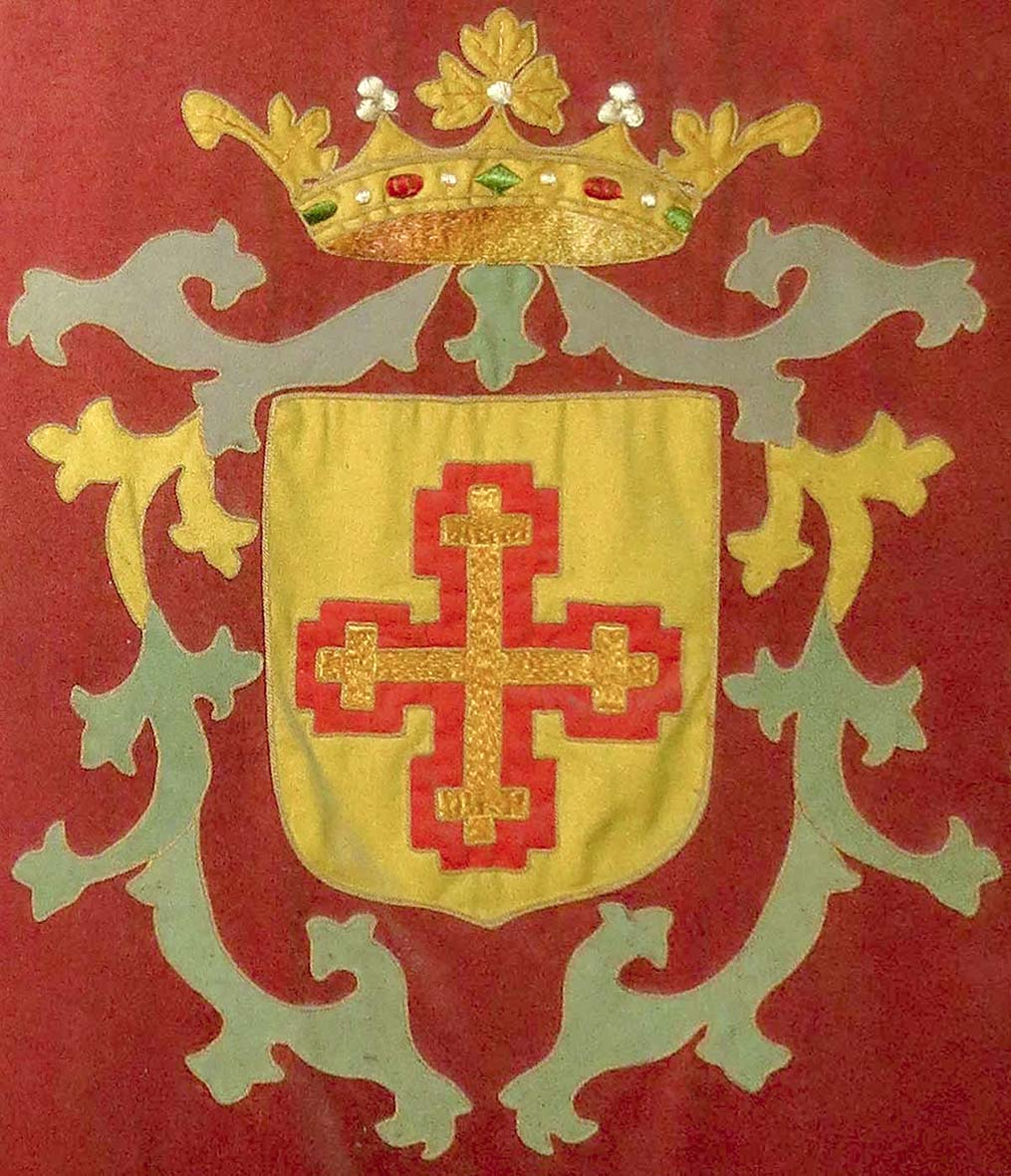
Repostero del con escudo de armas del marquesado de Vesolla

- José de Elío y Ayanz de Navarra de Esparza Artieda y Vélaz de Medrano (Pamplona, ¿?-Pamplona, 25 de junio de 1706), I marqués de Vessolla, señor de los palacios de Cabo de Armería y de los señoríos de Elío, Vesolla, Eriete, Igúzquiza, Esparza y Artieda - señor solariego de Orendáin y Learza y de las pechas de Arzoz y Arguiñano, el palacio de Úriz, por el que era dueño solariego de los lugares de Vesolla, Zuasti, Arguíroz y Usarren, de las pechas de Uli, Mugueta, Imirizaldu, Ozcoidi y Artajo, y patrono único con derecho de presentación abacial de Esparza, Ezcároz, Sarriés, Ibilcieta, Vesolla y Zuasti.

Casó en 1658 con Antonia de Jaureguízar y Subízar (n. Sumbilla, 5 de julio de 1658), señora de Jaureguízar y Subízar, señora del lugar de Adériz, de Navaz, de Naquilz y jefa del mayorazgo antiguo de Cruzat en Pamplona. Le sucedió su hijo:
- Tomás Enrique de Elío y Jaureguízar (Pamplona, 10 de marzo de 1670-1730), II marqués de Vessolla, señor de Elío,[3] Eriete, Igúzquiza, Artieda y Subizar y señor de los Palacios de sus apellidos. maestre de campo de los Ejércitos Nacionales.

Casó el 26 de octubre de 1691 en la iglesia de San Juan Bautista de Pamplona con Teresa Beatriz de Robles y Ollauri (nacida y bautizada en Buenos Aires el 17 de agosto de 1677), hija de Andrés de Robles y Gómez (Reinosa, 14 de marzo de 1629.Pamplona, 1694) y de María Magdalena de Ollauri y Dávalos (n. Haro, 25 de febrero de 1652), y hermana Andrés Antonio de Robles y Ollauri, I marqués de las Hormazas. Le sucedió su hijo:
- Francisco Joaquín de Elío y Robles Esparza (Elío, 16 de abril de 1696-13 de abril de 1759), III marqués de Vessolla,[7] señor de Elío, Eriete, Igúzquiza, Artieda, Subizar, etc., mariscal de campo de los Reales Ejércitos.

Casó el 5 de junio de 1740 en la iglesia de San Tiburcio y San Juan Bautista en Sumbilla, Navarra, con María Josefa de Alduncín-Bértiz y Larreta (Rentería, 3 de diciembre de 1725-1787), señora de Alduncín y de Bértiz, hija de Joaquín de Alducín y Bértiz y de María Nicolasa de Larreta y Echeverría. Le sucedió su hijo:
- Fausto Joaquín de Elío y Alduncín (Pamplona, 15 de diciembre de 1747[7]-Elío, 25 de enero de 1806), IV marqués de Vessolla,[7] señor de Elío, de Bértiz, de Eriete, Igúzquiza, Artieda, Subizar, Aderis, Orendáin, Learza, Nogués, Zugasti, señor de las pechas de Orcoyen y Novar, señor de la Casa de Santamaría y de los palacios de sus apellidos, alguacil mayor de la Santa Inquisición del Reino de Navarra, regidor cabo preeminente de la Ciudad de Pamplona, patrono de la Compañía de Jesús de Pamplona y Trápani (Sicilia).

Casó el 14 de junio de 1772 en la iglesia de San Juan Bautista de Pamplona, con Joaquina Regalada de Aguirre y Veráiz de Enríquez de Lacarra-Navarra (Tudela, 1756-1821) XIII vizcondesa de Val de Erro, V condesa de Ayanz, XII baronesa de Ezpeleta, de Gostoro, de Amotz y de Noailhan, VII señora de Eriete y de la Villa de Castillo de la Peña, Berriozar, Tajonar, Luzaide, Torres, Beriáin, Aos, Irurozqui. Zugazqui, Alduides… Jefa de la Casa de Enríquez de Lacarra-Navarra, hija de José María de Aguirre y Enríquez de Navarra, conde de Ayanz, y de Beatriz Miguela de Veráiz y Magallón. Le sucedió su hijo:
- Fausto María de los Dolores de Elío y Aguirre (Pamplona, 14 de julio de 1776-Pamplona, 15 de octubre de 1825), V marqués de Vessolla,  VI conde de Ayanz,[8] XIV vizconde de Val de Erro, XIII barón de Ezpeleta de Amotz y Gostoro, VIII señor de Eriete, de Elío, Eriete, Igúzquiza, Artieda, Subizar, de la Villa de Castillo de la Peña, Berriozar, Tajonar, de Gostoro, de Amotz y de Noailhan.

Casó el 6 de mayo de 1796, con María Isabel Jiménez-Navarro y Hurtado de Mendoza (Córdoba, 1778-Pamplona, 14 de mayo de 1843). Le sucedió su hijo:

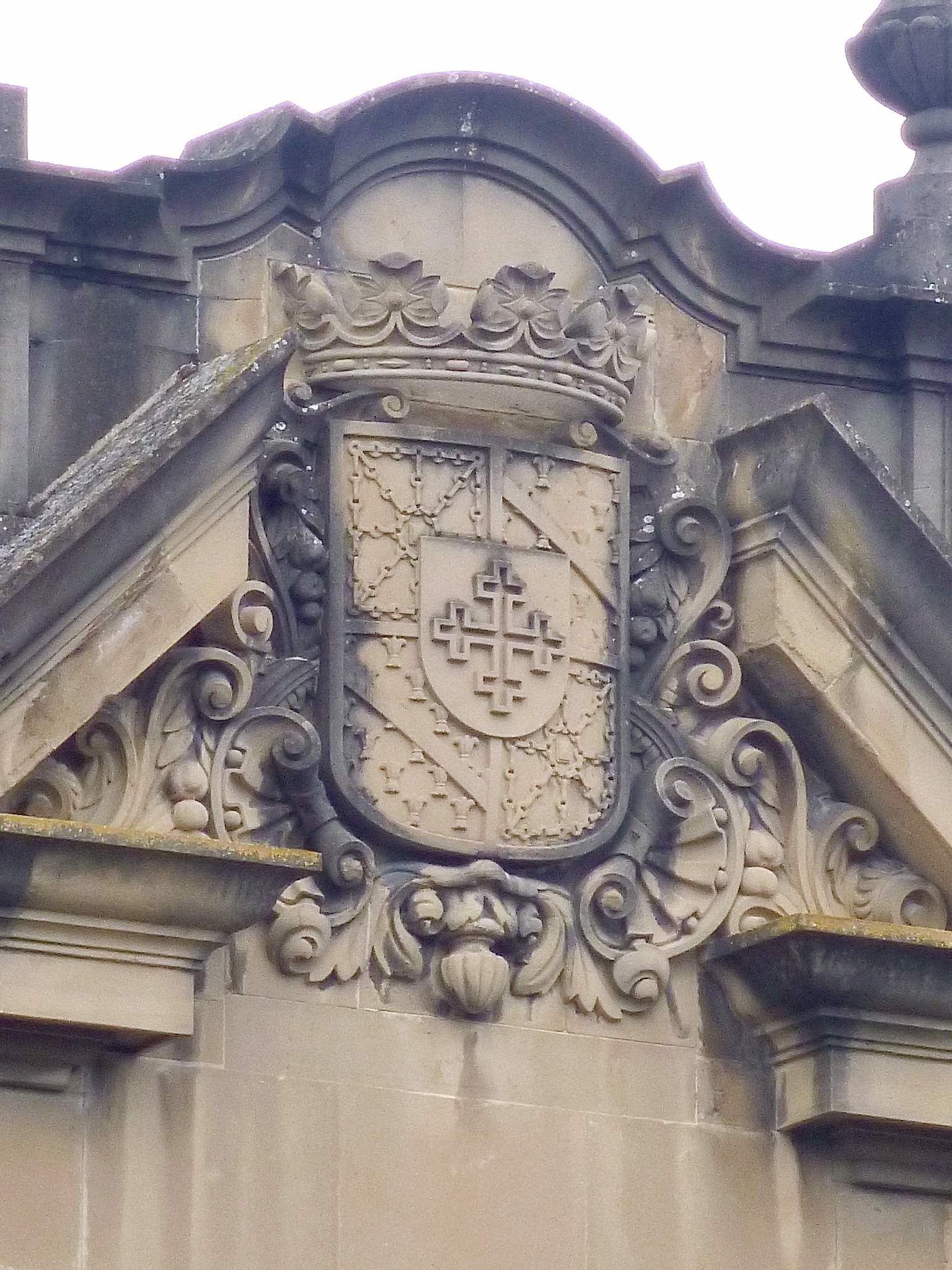
Escudo en el Palacio de Vesolla, en la calle Taconera de Pamplona: el escuson con las armas de Vessolla, monta sobre las del vizcondado de Val de Erro

- Francisco Javier de Elío y Jiménez-Navarro (Pamplona, 20 de noviembre de 1800-Pamplona, 7 de julio de 1863), VI marqués de Vessolla, V marqués de las Hormazas,[8] VII conde de Ayanz, XV vizconde de Val de Erro, XIV barón de Ezpeleta de Amotz y Gostoro, señor de Elío, Eriete, Igúzquiza, Artieda, Subizar, Ayanz, Bértiz y del Palacio de Berriozar, señor de la Villa de Castillo de la Peña, Berriozar, Tajonar… en Navarra, Maestrante de Sevilla. Senador Vitalicio, Prócer del Reino y Gentilhombre de Cámara de S.M.

Casó en Tafalla el 29 de septiembre de 1825, con María Micaela de Mencos y Manso de Zúñiga (Santo Domingo de la Calzada, 1801-11 de diciembre de 1889). Le sucedió su hijo:
- Fausto León de Elío y Mencos (28 de junio de 1827-Pamplona, 23 de diciembre de 1901), VII marqués de Vessolla, VIII conde de Ayanz, XVI vizconde de Val de Erro, IV marqués de Fontellas, señor de Bértiz, jefe de la Casa de Elío, de la de Ezpeleta y de las antiguas de Enríquez de Lacarra-Navarra, Esparza, Artieda, Vélaz de Medrano, Alduncín, Bértiz, Jaureguízar y Subíza, coronel de caballería carlista, ayudante del general Joaquín Elío y Ezpeleta, alcalde de Pamplona y senador del Reino por Navarra en 1872.

Casó en 1848, con María Josefa de Magallón y Campuzano (1830-Pamplona, 13 de agosto de 1899). Le sucedió su hijo:
- Elio de Elío y Magallón (Pamplona, 14 de febrero de 1852-14 de noviembre de 1938), VIII marqués de Vessolla,[9] IX conde de Ayanz, gentilhombre y ayudante del infante Alfonso Carlos de Borbón y Austria-Este, hermano de Carlos VII, e intervino como tal en la campaña de Cataluña y en el Centro. Terminada la guerra acompañó a don Carlos en su viaje a América en 1887. senador carlista del Reino por Navarra en 1904-1905, 1907-1908, 1908-1909, 1909-1910, 1911, 1914, 1915.[10]

Casó el 26 de julio de 1900 en Lezo, con Martina Hermenegilda Doussinague y Casares Tolosa, 13 de abril de 1855-5 de marzo de 1933). Sin descendencia, le sucedió su sobrino, hijo de su hermano el capitán de artillería fallecido durante la Campaña de Cuba, Ángel de Elío y Magallón (San Sebastián, 1860-Arroyo Naranjo, La Habana, Cuba, 28 de noviembre de 1896):
- Rafael de Elío y Gaztelu (Pamplona, 12 de julio de 1895-Sevilla, 5 de marzo de 1975) IX marqués de Vessolla,[11] XVIII vizconde de Val de Erro, XI conde de Ablitas, maestrante de Sevilla y coronel de caballería.

Casó el 6 de enero de 1940 en la Capilla de La Santa Casa de la Misericordia de Pamplona, con María Inés de Gaztelu y Elío (Pamplona, 15 de abril de 1915-Pamplona, 12 de enero de 2003), II duquesa de Elío, grande de España y IV marquesa de la Lealtad. Le sucedió su hijo:
- Francisco Xavier de Elío y de Gaztelu (Pamplona, 27 de enero de 1945-ibíd., 22 de junio de 2016), X marqués de Vessolla,[12] XIX vizconde de Val de Erro, XIII conde de Ablitas, III duque de Elío, grande de España, XI conde de Ayanz — heredado de su tía paterna Isabel de Elío y Gaztelu (1896-1986) X condesa de Ayanz — V marqués de la Lealtad y XI marqués de Góngora — este último heredado de su tía materna María Teresa de Gaztelu y Elío —.

Casó con María del Pilar Aguilera y Narváez, XV condesa de Foncalada. Sin descendencia, le sucedió en 2017 su hermana:
- Inés Elío y de Gaztelu (Pamplona, 1941-Sevilla, 2020) XI marquesa de Vessolla,[13] XX vizcondesa de Val de Erro, IV duquesa de Elío, grande de España, XIV condesa de Ablitas y XII marquesa de Góngora (desde 2009 por cesión de su hermano Francisco Xavier de Elío y de Gaztelu).

Casó en Pamplona el 22 de agosto de 1963 con Antonio Mendaro y Maestre (Sevilla, 1934-Sevilla, 2007), caballero de la Orden de Malta. Le sucedió su hijo:
- Santiago Mendaro y Elío (n. Pamplona, 1964), XII marqués de Vessolla,[14] V duque de Elío, grande de España[15] y XXI vizconde de Val de Erro.[16]

## Fondo fotográfico
El matrimonio de los VIII marqueses de Vesolla, formado por Elio Elío y Magallón con Martina Doussinague, fueron padrinos de Isabel Doussinague y Brunet, esposa de Tiburcio Mencos y Bernaldo de Quirós, marqués de la Real Defensa, padres de Joaquín Ignacio Mencos y Doussinague. Todos ellos promotores de fondos fotográficos familiares que, junto a las fotografías de José Brunet y Bermingham, ha dado ocasión a reunir un fondo de unos 15.000 ejemplares actualmente depositados en el Archivo Real y General de Navarra.